# Bat Out of Hell II: Back into Hell
Bat Out of Hell II: Back into Hell, pubblicato nel 1993, è il sesto album di Meat Loaf. L'album contiene la hit I'd Do Anything for Love (But I Won't Do That), un duetto con la cantante Lorraine Crosby, che ha raggiunto la posizione n. 1 nelle classifiche di 28 paesi del mondo. L'album è stato interamente scritto e prodotto da Jim Steinman.

## Tracce
1. I'd Do Anything for Love (But I Won't Do That) (duetto con Lorraine Crosby come Mrs. Loud)
2. Life Is a Lemon and I Want My Money Back
3. Rock and Roll Dreams Come Through
4. It Just Won't Quit
5. Out of the Frying Pan (And into the Fire)
6. Objects in the Rear View Mirror May Appear Closer than They Are
7. Wasted Youth (monologo di Steinman)
8. Everything Louder than Everything Else
9. Good Girls Go to Heaven (Bad Girls Go Everywhere)
10. Back Into Hell (Instrumental)
11. Lost Boys and Golden Girls